# Lindsey Jacobellis
Lindsey Jacobellis (* 19. August 1985 in Danbury, Connecticut) ist eine US-amerikanische Snowboarderin.

## Werdegang
Jacobellis hatte ihren ersten internationalen Erfolg bei den Snowboard-Juniorenweltmeisterschaften 2002 in Rovaniemi. Dabei holte sie im Snowboardcross die Goldmedaille. Im folgenden Jahr gewann sie bei den Juniorenweltmeisterschaften in Prato Nevoso die Goldmedaille in der Halfpipe. Ihren ersten Weltcup absolvierte sie zu Beginn der Saison 2003/04 in Valle Nevado und belegte dabei den zweiten Platz in der Halfpipe. Im weiteren Saisonverlauf holte sie vier Weltcupsiege in Joetsu-kokusai und am Mount Bachelor und errang damit den neunten Platz im Halfpipe-Weltcup, den dritten Platz im Snowboardcross-Weltcup und den zweiten Platz im Gesamtweltcup.
Nach ihren fünften Weltcupsieg zu Beginn der Saison 2004/05 in Valle Nevado siegte Jacobellis in der Halfpipe beim U.S. Snowboarding Grand Prix am Mount Bachelor und in Mountain Creek. Beim Saisonhöhepunkt den Snowboard-Weltmeisterschaften 2005 in Whistler gewann sie Goldmedaille im Snowboardcross. Zudem wurde sie Achte in der Halfpipe. Zum Saisonende siegte sie im Snowboardcross beim Weltcup in Lake Placid und erreichte den fünften Platz im Snowboardcross-Weltcup. Zu Beginn der folgenden Saison gewann sie im Snowboardcross in Valle Nevado. Beim folgenden Weltcup in Saas-Fee kam sie auf den zweiten Platz in der Halfpipe und auf den dritten Rang im Snowboardcross. Bei den Olympischen Winterspielen 2006 vergab sie die Goldmedaille im Snowboardcross-Wettbewerb. Da sie im Finallauf einen großen Vorsprung zu den anderen Fahrerinnen hatte, versuchte sie beim letzten Sprung einen „Grab“, stürzte aber bei diesem Griff an das Snowboard. Der Schweizerin Tanja Frieden gelang es so, sie zu überholen und Jacobellis blieb die Silbermedaille.
Im März 2006 wurde Jacobellis beim Weltcup in Furano Zweite im Snowboardcross und erreichte den elften Platz im Gesamtweltcup und den sechsten Rang im Snowboardcross-Weltcup. Nach Platz drei in der Halfpipe beim U.S. Snowboarding Grand Prix in Breckenridge, wurde sie in Arosa erneut Weltmeisterin im Snowboardcross. Im Februar 2007 belegte sie in der Halfpipe beim U.S. Snowboarding Grand Prix in Tamarack und im Snowboardcross beim Weltcup in Furano jeweils den zweiten Platz. Im folgenden Monat holte sie in Lake Placid zwei Weltcupsiege im Snowboardcross und gewann damit den Snowboardcross-Weltcup. Im Gesamtweltcup errang sie den 12. Platz. Zu Beginn der Saison 2007/08 belegte sie in der Halfpipe in Cardrona den zweiten Platz und siegte erneut im Snowboardcross in Valle Nevado. Im weiteren Saisonverlauf gewann sie drei Weltcuprennen. Zudem errang sie beim Weltcup in Sungwoo den zweiten Platz im Snowboardcross und den dritten Platz in der Halfpipe. Die Saison beendete sie im Gesamtweltcup und im Snowboardcross-Weltcup jeweils auf dem zweiten Platz.
Seit der Saison 2008/09 startet Jacobellis lediglich in der Disziplin Snowboardcross. In der Saison 2008/09 holte sie fünf Weltcupsiege und belegte einmal den dritten Platz. Zum Saisonende gewann sie den Snowboardcross-Weltcup und erreichte wie im Vorjahr den zweiten Platz im Gesamtweltcup. In der folgenden Saison kam sie im Weltcup fünfmal unter die ersten Zehn. Dabei siegte sie in Bad Gastein und in Chiesa in Valmalenco und erreichte zum Saisonende den 12. Platz im Gesamtweltcup und den vierten Rang im Snowboardcross-Weltcup. Beim Saisonhöhepunkt den Olympischen Winterspielen 2010 in Vancouver wurde sie Fünfte. Nach Platz fünf beim Weltcup in Telluride zu Beginn der Saison 2010/11, holte sie bei den Snowboard-Weltmeisterschaften 2011 in La Molina die Goldmedaille. Es folgten zwei Weltcupsiege und ein zweiter Rang in Arosa. Die Saison beendete sie auf dem dritten Platz im Snowboardcross-Weltcup.
In der folgenden Saison siegte Jacobellis bei allen drei Teilnahmen im Weltcup und belegte damit den fünften Rang im Snowboardcross-Weltcup. Nachdem sie in der Saison 2012/13 pausierte, errang sie in der Saison 2013/14 im Weltcup zweimal den dritten und einmal den zweiten Platz. In Lake Louise holte sie ihren 27. Weltcupsieg und erreichte zum Saisonende den zweiten Platz im Snowboardcross-Weltcup. Bei den Olympischen Winterspielen 2014 in Sotschi wurde sie Siebte. In der folgenden Saison errang sie im Weltcup mit den Plätzen elf und drei den zehnten Platz im Snowboardcross-Weltcup.
Im Januar 2015 wurde sie am Kreischberg zum vierten Mal Weltmeisterin. In der Saison 2015/16 kam sie bei allen Teilnahmen im Weltcup unter die ersten Sieben. Dabei belegte sie zweimal den zweiten Platz und erreichte damit den sechsten Platz im Snowboardcross-Weltcup.
Jacobellis belegte in der Saison 2016/17 im Weltcup zweimal den dritten und einmal den zweiten Platz und erreichte damit den fünften Platz im Snowboardcross-Weltcup. Zudem siegte sie in Solitude zusammen mit Rosina Mancari im Teamwettbewerb. Beim Saisonhöhepunkt den Snowboard-Weltmeisterschaften 2017 in Sierra Nevada gewann sie die Bronzemedaille zusammen mit Faye Gulini im Teamwettbewerb und die Goldmedaille im Einzel. In der Saison 2017/18 holte sie zwei Siege und belegte einmal den zweiten Platz und erreichte damit den sechsten Platz im Snowboardcross-Weltcup. Beim Saisonhöhepunkt, den Olympischen Winterspielen 2018 in Pyeongchang, wurde sie Vierte im Snowboardcross. In der Saison 2018/19 siegte sie in Cervinia und Feldberg. Zudem errang sie jeweils einmal den zweiten und dritten Platz und zum Saisonende den zweiten Platz im Snowboardcross-Weltcup. Bei den Snowboard-Weltmeisterschaften 2019 in Park City wurde sie Fünfte und holte im Teamwettbewerb die Goldmedaille. Nach Platz 34 und 13 in Chiesa in Valmalenco zu Beginn der Saison 2020/21, belegte sie bei den Snowboard-Weltmeisterschaften 2021 den neunten Platz. Zum Saisonende errang sie auf der Reiteralm den zweiten und in Bakuriani den dritten Platz und erreichte den siebten Platz im Snowboardcross-Weltcup.
Bei den Winter-X-Games gewann sie bisher elf Medaillen, davon neunmal Gold (Stand: Saisonende 2020/21).
2022, bei den Olympischen Spielen von Peking, holte sie Gold in ihrer Paradedisziplin Snowboardcross. Zwei Tage später gewann sie zusammen mit Nick Baumgartner auch den Teamwettkampf in derselben Disziplin. In ihrem Lauf zeigte sie beim Zielsprung, in Führung liegend, wie im Einzelfinal 2006 einen „Grab“, diesmal aber ohne zu stürzen.

## Weltcupsiege
| Nr. | Datum              | Ort                  | Disziplin      |
| --- | ------------------ | -------------------- | -------------- |
| 1.  | 5. Januar 2004     | Bad Gastein          | Snowboardcross |
| 2.  | 26. Februar 2004   | Joetsu-kokusai       | Snowboardcross |
| 3.  | 27. Februar 2004   | Joetsu-kokusai       | Snowboardcross |
| 4.  | 28. Februar 2004   | Joetsu-kokusai       | Halfpipe       |
| 5.  | 6. März 2004       | Mount Bachelor       | Snowboardcross |
| 6.  | 17. September 2004 | Valle Nevado         | Snowboardcross |
| 7.  | 6. März 2005       | Lake Placid          | Snowboardcross |
| 8.  | 17. September 2005 | Valle Nevado         | Snowboardcross |
| 9.  | 8. März 2007       | Lake Placid          | Snowboardcross |
| 10. | 10. März 2007      | Lake Placid          | Snowboardcross |
| 11. | 26. September 2007 | Valle Nevado         | Snowboardcross |
| 12. | 13. Januar 2008    | Bad Gastein          | Snowboardcross |
| 13. | 1. März 2008       | Lake Placid          | Snowboardcross |
| 14. | 7. März 2008       | Stoneham             | Snowboardcross |
| 15. | 13. September 2008 | Chapelco             | Snowboardcross |
| 16. | 11. Januar 2009    | Bad Gastein          | Snowboardcross |
| 17. | 13. Februar 2009   | Cypress              | Snowboardcross |
| 18. | 19. Februar 2009   | Stoneham             | Snowboardcross |
| 19. | 13. März 2009      | La Molina            | Snowboardcross |
| 20. | 10. Januar 2010    | Bad Gastein          | Snowboardcross |
| 21. | 12. März 2010      | Chiesa in Valmalenco | Snowboardcross |
| 22. | 17. Februar 2011   | Stoneham             | Snowboardcross |
| 23. | 18. März 2011      | Chiesa in Valmalenco | Snowboardcross |
| 24. | 16. Dezember 2011  | Telluride            | Snowboardcross |
| 25. | 19. Januar 2012    | Veysonnaz            | Snowboardcross |
| 26. | 22. Januar 2012    | Veysonnaz            | Snowboardcross |
| 27. | 21. Dezember 2013  | Lake Louise          | Snowboardcross |
| 28. | 11. September 2017 | Bariloche            | Snowboardcross |
| 29. | 13. Dezember 2017  | Val Thorens          | Snowboardcross |
| 30. | 21. Dezember 2018  | Cervinia             | Snowboardcross |
| 31. | 9. Februar 2019    | Feldberg             | Snowboardcross |

## Teilnahmen an Weltmeisterschaften und Olympischen Winterspielen

### Olympische Spiele
- 2006 Turin: 2. Platz Snowboardcross
- 2010 Vancouver: 5. Platz Snowboardcross
- 2014 Sotschi: 7. Platz Snowboardcross
- 2018 Pyeongchang: 4. Platz Snowboardcross
- 2022 Peking: 1. Platz Snowboardcross, 1. Platz Snowboardcross Team

### Weltmeisterschaften
- 2005 Whistler: 1. Platz Snowboardcross, 8. Platz Halfpipe
- 2007 Arosa: 1. Platz Snowboardcross
- 2011 La Molina: 1. Platz Snowboardcross
- 2015 Kreischberg: 1. Platz Snowboardcross
- 2017 Sierra Nevada: 1. Platz Snowboardcross
- 2019 Park City: 1. Platz Snowboardcross Team, 5. Platz Snowboardcross
- 2021 Idre: 9. Platz Snowboardcross
- 2023 Bakuriani: 3. Platz Snowboardcross, 4. Platz Snowboardcross Team

## Weltcup-Gesamtplatzierungen
| Saison  | Gesamt | Gesamt | Snowboardcross | Snowboardcross | Halfpipe | Halfpipe |
| Saison  | Punkte | Platz  | Punkte         | Platz          | Punkte   | Platz    |
| ------- | ------ | ------ | -------------- | -------------- | -------- | -------- |
| 2003/04 | 700    | 2.     | 4000           | 3.             | 2300     | 9.       |
| 2004/05 | –      | –      | 2820           | 5.             | 760      | 24.      |
| 2005/06 | 3750   | 11.    | 2950           | 6.             | 800      | 32.      |
| 2006/07 | 3480   | 12.    | 2800           | 1.             | 680      | 20.      |
| 2007/08 | 7420   | 2.     | 5700           | 2.             | 1720     | 12.      |
| 2008/09 | 6390   | 2.     | 6390           | 1.             | –        | –        |
| 2009/10 | 3250   | 12.    | 3250           | 4.             | –        | –        |
| 2010/11 | –      | –      | 3610           | 3.             | –        | –        |
| 2011/12 | –      | –      | 3000           | 5.             | –        | –        |
| 2012/13 | –      | –      | –              | –              | –        | –        |
| 2013/14 | –      | –      | 3760           | 2.             | –        | –        |
| 2014/15 | –      | –      | 840            | 10.            | –        | –        |
| 2015/16 | –      | –      | 3810           | 6.             | –        | –        |
| 2016/17 | –      | –      | 3220           | 5.             | –        | –        |
| 2017/18 | –      | –      | 3780           | 6.             | –        | –        |
| 2018/19 | –      | –      | 3850           | 2.             | –        | –        |
| 2019/20 | –      | –      | 1290           | 13.            | –        | –        |
| 2020/21 | –      | –      | 241            | 7.             | –        | –        |
| 2021/22 | –      | –      | 217            | 9.             | –        | –        |
| 2022/23 | –      | –      | 326            | 6.             | –        | –        |
| 2023/24 | –      | –      | 268            | 12.            | –        | –        |